# Euphoria (software)
Euphoria is een gaming engine ontwikkeld door NaturalMotion, gebaseerd op Dynamic Motion Synthesis.